# Ukraine au Concours Eurovision de la chanson junior
L'Ukraine participe au Concours Eurovision de la chanson junior depuis sa quatrième édition, en 2006.

## Pays hôte
Le pays a organisé le concours à deux reprises, en 2009 et en 2013. 
La 7e édition s'est déroulée le 21 novembre 2009 au Palais des Sports de Kiev. La soirée est présentée par Ani Lorak et Timur Miroshnychenko, avec Dmytro Borodin dans la Green Room.
À la suite de sa victoire en 2012, le pays organise la 11e édition du concours, célébrée le 30 novembre 2013 au Palais « Ukraine », par Timur Miroshnychenko et Zlata Ognevich.

## Représentants
| Édition                                                                            | Année                                                                              | Artiste                                                                            | Chanson                                                                            | Langue                                                                             | Traduction du titre                                                                | Place                                                                              | Points                                                                             |
| le pays n'a pas participé pour les 3 premières éditions du concours en 2003 à 2005 | le pays n'a pas participé pour les 3 premières éditions du concours en 2003 à 2005 | le pays n'a pas participé pour les 3 premières éditions du concours en 2003 à 2005 | le pays n'a pas participé pour les 3 premières éditions du concours en 2003 à 2005 | le pays n'a pas participé pour les 3 premières éditions du concours en 2003 à 2005 | le pays n'a pas participé pour les 3 premières éditions du concours en 2003 à 2005 | le pays n'a pas participé pour les 3 premières éditions du concours en 2003 à 2005 | le pays n'a pas participé pour les 3 premières éditions du concours en 2003 à 2005 |
| ---------------------------------------------------------------------------------- | ---------------------------------------------------------------------------------- | ---------------------------------------------------------------------------------- | ---------------------------------------------------------------------------------- | ---------------------------------------------------------------------------------- | ---------------------------------------------------------------------------------- | ---------------------------------------------------------------------------------- | ---------------------------------------------------------------------------------- |
| 4e                                                                                 | 2006                                                                               | Nazar Slyusarchuk                                                                  | Khlopchyk Rock-N-Roll (Хлопчик рок 'н' ролл)                                       | Ukrainien                                                                          | Un garçon Rock-N-Roll                                                              | 09                                                                                 | 58                                                                                 |
| 5e                                                                                 | 2007                                                                               | Ilona Galitska                                                                     | Urok glamuru (Урок гламуру)                                                        | Ukrainien                                                                          | Leçon de charme                                                                    | 09                                                                                 | 56                                                                                 |
| 6e                                                                                 | 2008                                                                               | Victoria Petryk                                                                    | Matrosy (Матроси)                                                                  | Ukrainien                                                                          | Matelots                                                                           | 02                                                                                 | 135                                                                                |
| 7e                                                                                 | 2009                                                                               | Andranik Aleksanyan                                                                | Try topoli, try surmy (Три тополі, три сурми)                                      | Ukrainien                                                                          | Trois peupliers, trois trompettes                                                  | 05                                                                                 | 89                                                                                 |
| 8e                                                                                 | 2010                                                                               | Yuliya Gurska                                                                      | Mii litak (Мій літак)                                                              | Ukrainien                                                                          | Mon avion                                                                          | 14                                                                                 | 28                                                                                 |
| 9e                                                                                 | 2011                                                                               | Kristall                                                                           | Europe (Європа)                                                                    | Ukrainien, anglais                                                                 | Europe                                                                             | 11                                                                                 | 42                                                                                 |
| 10e                                                                                | 2012                                                                               | Anastasiya Petryk                                                                  | Nebo (Небо)                                                                        | Ukrainien, anglais                                                                 | Le ciel                                                                            | 01                                                                                 | 138                                                                                |
| 11e                                                                                | 2013                                                                               | Sofia Tarasova                                                                     | We Are One                                                                         | Ukrainien, anglais                                                                 | Nous sommes un seul                                                                | 02                                                                                 | 121                                                                                |
| 12e                                                                                | 2014                                                                               | Sympho-Nick                                                                        | Spring will come (Прийде весна)                                                    | Ukrainien, anglais                                                                 | Le printemps viendra                                                               | 06                                                                                 | 74                                                                                 |
| 13e                                                                                | 2015                                                                               | Anna Trintscher                                                                    | Pochny z sebe - Start with yourself (Почни з себе)                                 | Ukrainien, anglais                                                                 | Commence avec toi-même                                                             | 11                                                                                 | 38                                                                                 |
| 14e                                                                                | 2016                                                                               | Sofia Rol                                                                          | Planet Craves for Love                                                             | Ukrainien, anglais                                                                 | La planète aspire à l'amour                                                        | 14                                                                                 | 30                                                                                 |
| 15e                                                                                | 2017                                                                               | Anastasiya Baginska                                                                | Don't stop (Не зупініай)                                                           | Ukrainien, anglais                                                                 | N'arrêtez pas                                                                      | 07                                                                                 | 147                                                                                |
| 16e                                                                                | 2018                                                                               | Darina Krasnovetska                                                                | Say Love                                                                           | Ukrainien, anglais                                                                 | Dites Amour                                                                        | 04                                                                                 | 182                                                                                |
| 17e                                                                                | 2019                                                                               | Sofia Ivanko                                                                       | The Spirit of Music                                                                | Ukrainien, anglais                                                                 | L'esprit de la musique                                                             | 15                                                                                 | 59                                                                                 |
| 18e                                                                                | 2020                                                                               | Oleksandr Balabanov                                                                | Vidkrivai - Open Up (Відкривай)                                                    | Ukrainien, anglais                                                                 | Ouvert                                                                             | 07                                                                                 | 106                                                                                |
| 19e                                                                                | 2021                                                                               | Olena Usenko                                                                       | Vazhil (Важіль)                                                                    | Ukrainien                                                                          | Levier                                                                             | 06                                                                                 | 125                                                                                |
| 20e                                                                                | 2022                                                                               | Zlata Dziunka                                                                      | Nezlamna (Unbreakable) (Незламна)                                                  | Ukrainien                                                                          | Incassable                                                                         | 09                                                                                 | 111                                                                                |
| 21e                                                                                | 2023                                                                               | Anastasia Dymyd                                                                    | Kvitka (Квітка)                                                                    | Ukrainien, anglais                                                                 | Fleur                                                                              | 05                                                                                 | 128                                                                                |
| 22e                                                                                | 2024                                                                               | Artem Kotenko                                                                      | HEAR ME NOW                                                                        | Ukrainien, anglais                                                                 | Écoute-moi maintenant                                                              | 03                                                                                 | 203                                                                                |
| 23e                                                                                | 2025                                                                               |                                                                                    |                                                                                    |                                                                                    |                                                                                    |                                                                                    |                                                                                    |

- Première place
- Deuxième place
- Troisième place
- Dernière place
- Ukraine organisatrice

## Galerie

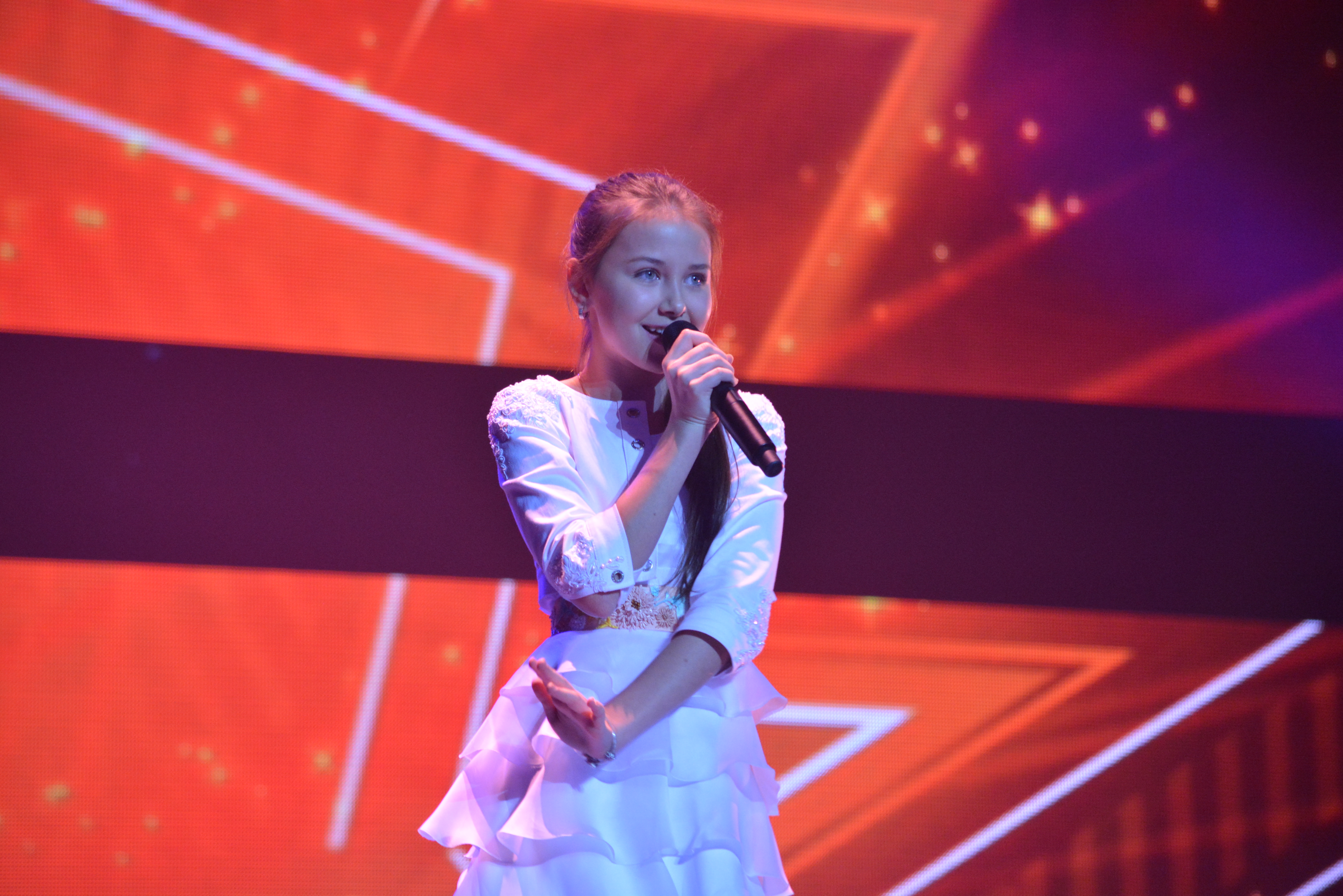
Sofia Tarasova à Kiev (2013).
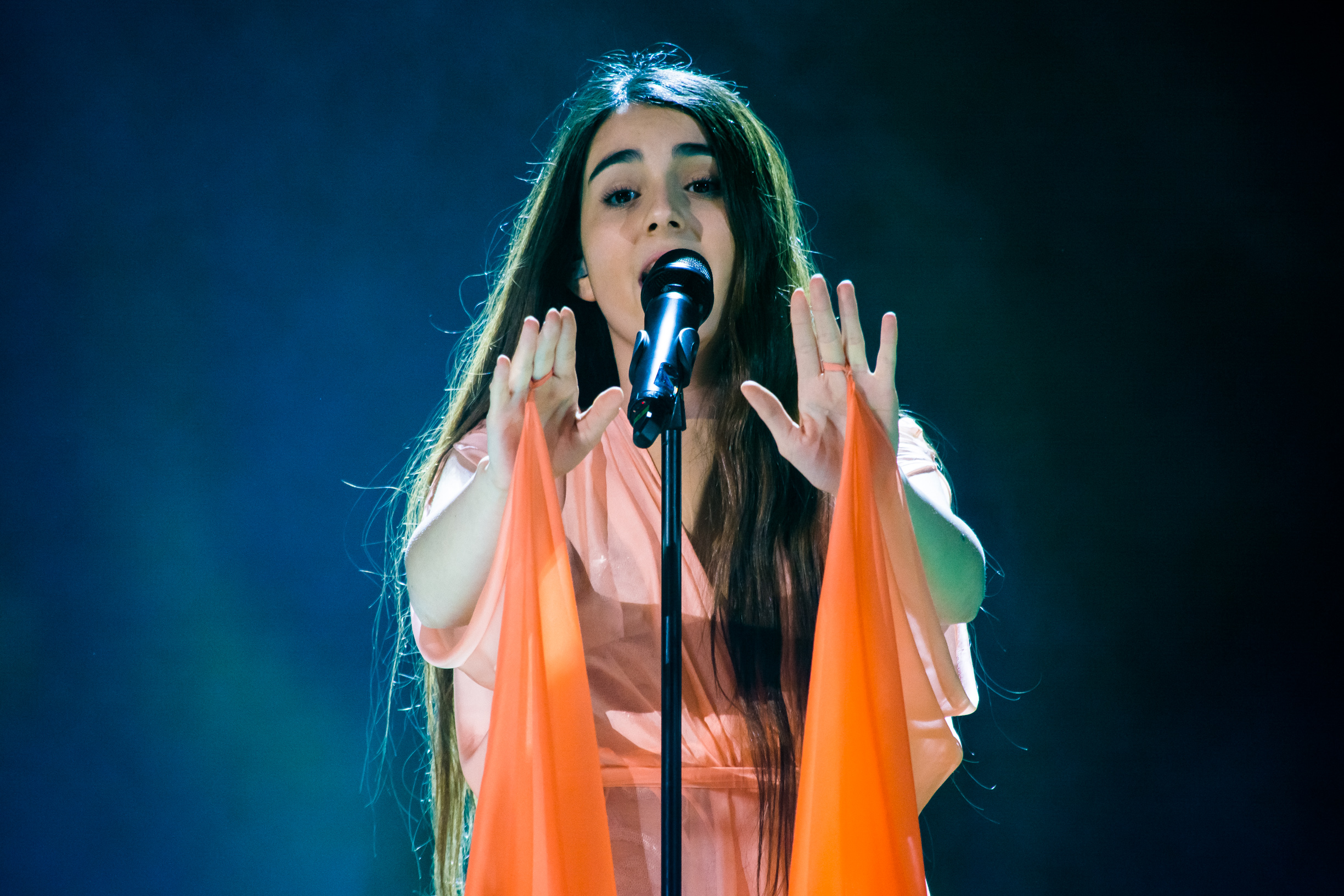
Anna Trincher à Sofia (2015).
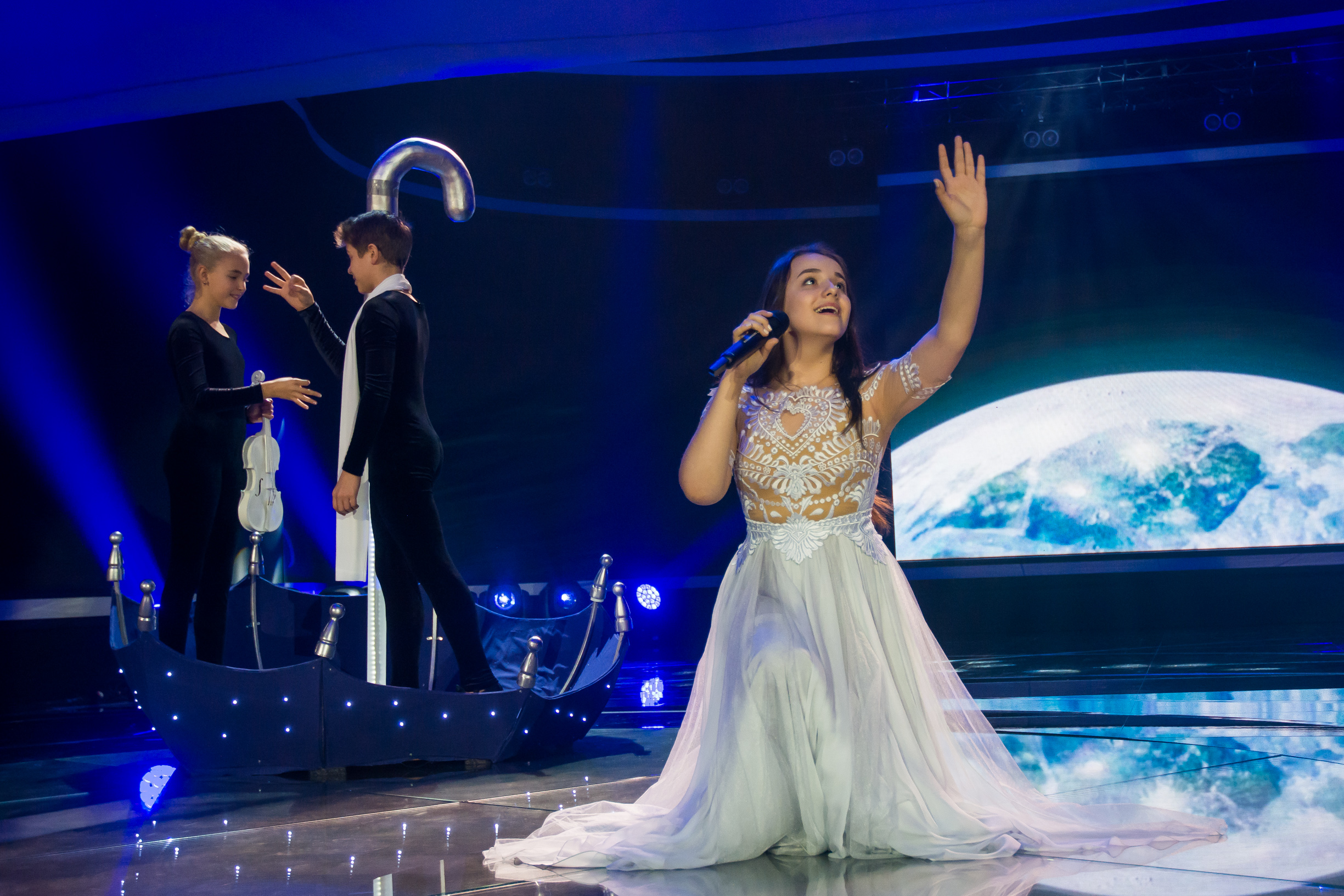
Sofiya Rol à La Valette (2016).
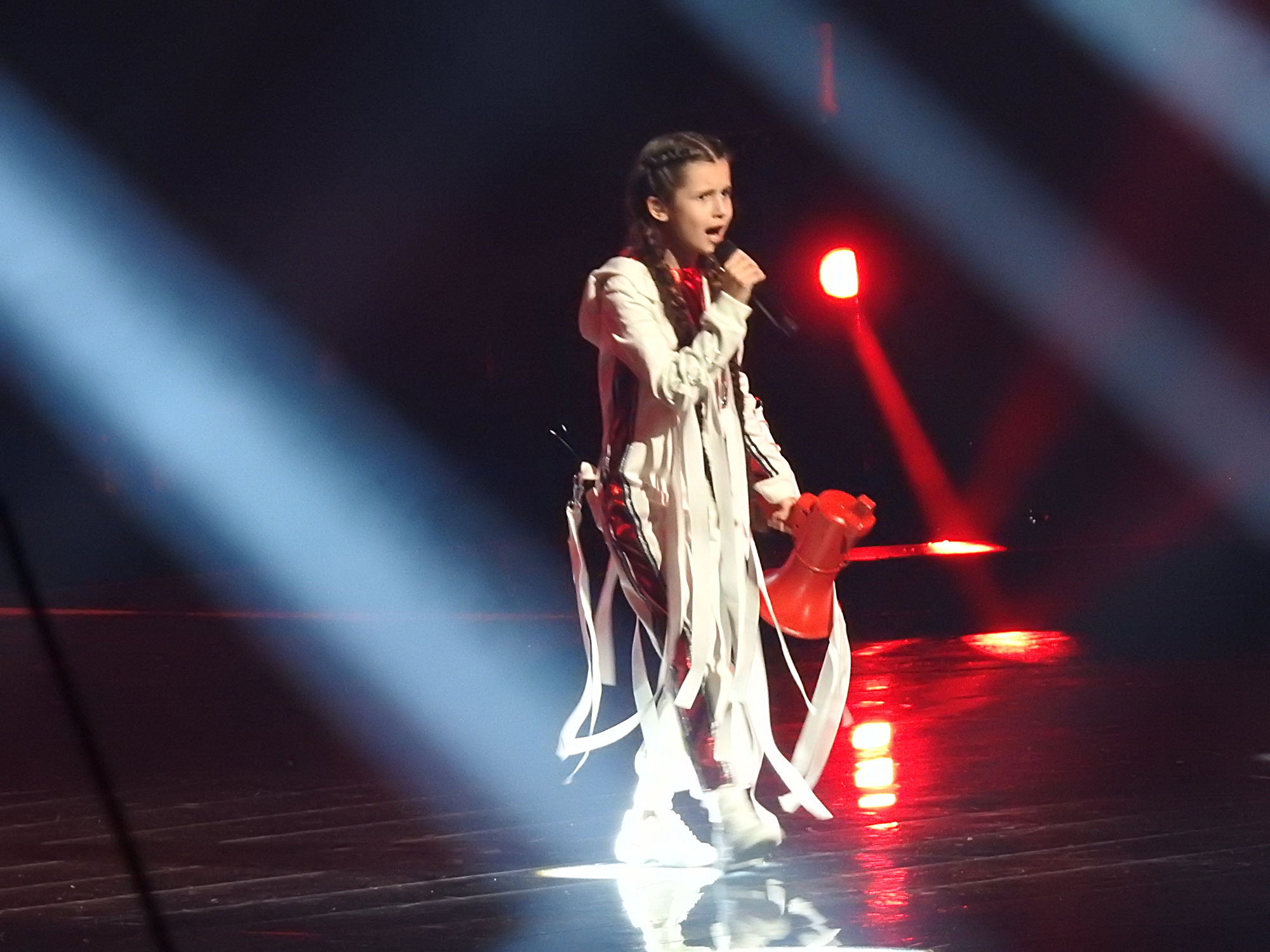
Darina Krasnovetska à Minsk (2018).
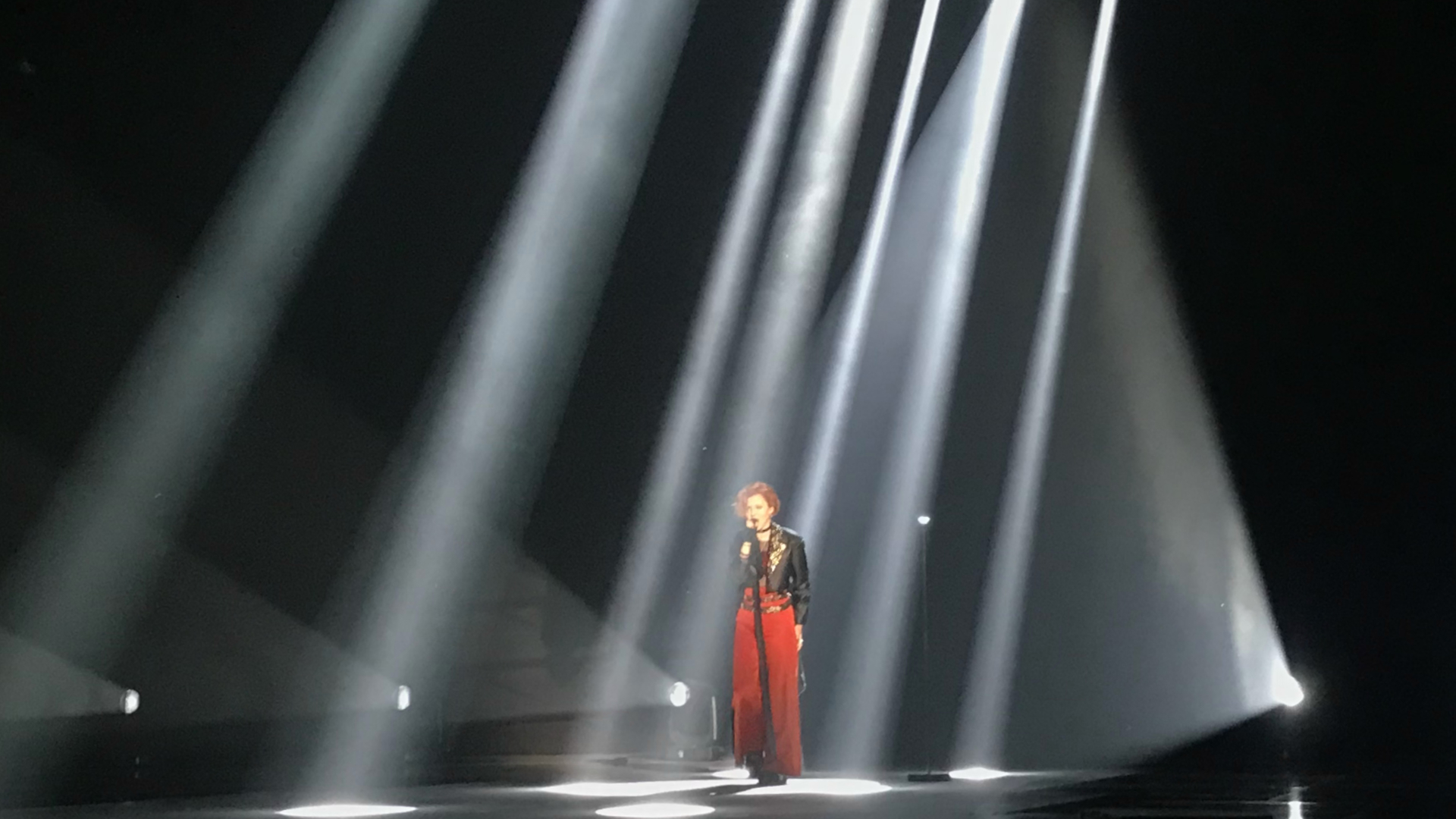
Olena Usenko à Paris (2021).
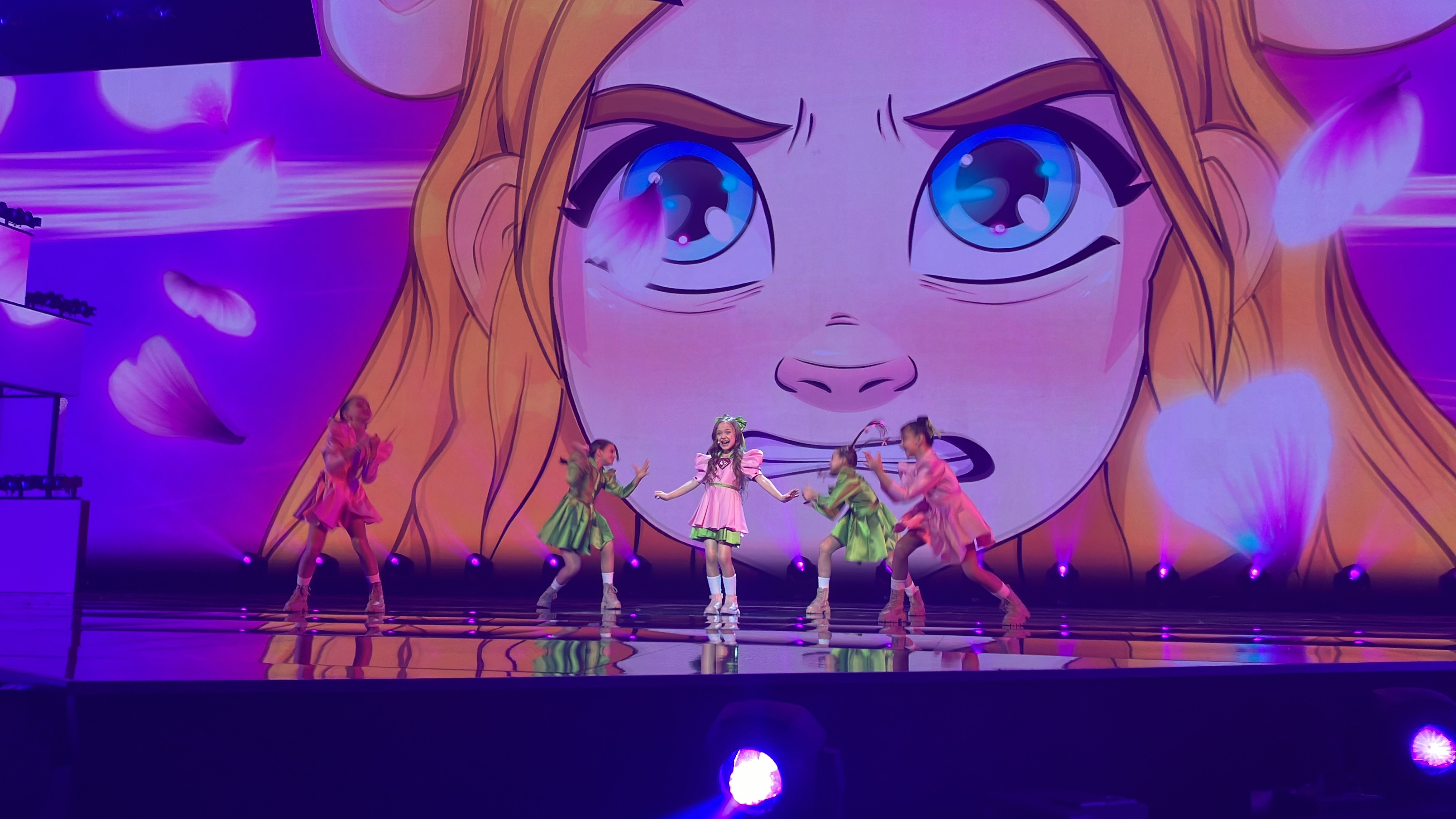
Anastasia Dymyd à Nice (2023).